# Geschichte der Virologie

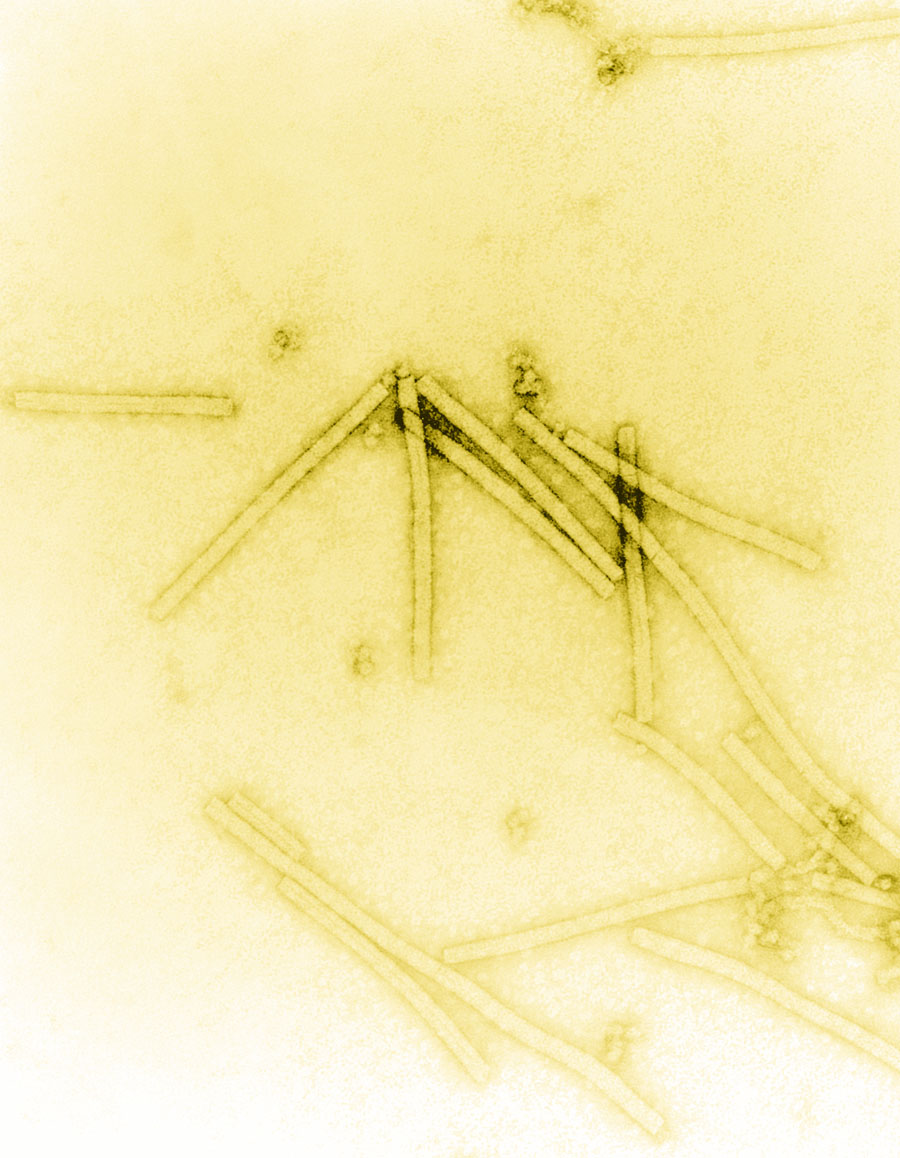
Elektronenmikroskopische Aufnahme von stäbchenförmigen Partikeln des Tabakmosaikvirus, die für die Betrachtung mit einem Lichtmikroskop zu klein sind

Die Geschichte der Virologie – die wissenschaftliche Untersuchung von Viren und von ihnen verursachten Infektionen – begann in den letzten Jahren des 19. Jahrhunderts. Obwohl Edward Jenner und Louis Pasteur die ersten modernen Impfstoffe zum Schutz vor Virusinfektionen entwickelten, wussten sie nicht, dass Viren existieren. Der erste Beweis für die Existenz von Viren gelang durch Versuche mit Filtern, deren Poren klein genug waren, um Bakterien zurückzuhalten. Im Jahr 1892 verwendete Dmitrij Iwanowski einen dieser Filter, um zu zeigen, dass der Saft einer kranken Tabakpflanze gesunde Tabakpflanzen infizieren konnte, obwohl er gefiltert worden ist. Martinus Beijerinck bezeichnete die gefilterte, infektiöse Substanz als „Virus“. Diese Entdeckung gilt als der Beginn der Virologie.
Die anschließende Entdeckung und teilweise Charakterisierung von Bakteriophagen durch Frederick Twort und Felix d’Herelle katalysierte den Bereich weiter. Viele Viren wurden im frühen 20. Jahrhundert entdeckt. Im Jahr 1926 definierte Thomas Milton Rivers Viren als obligate Parasiten. Viren erwiesen sich nach Wendell Meredith Stanley als Partikel und nicht als Flüssigkeit, und die Erfindung des Elektronenmikroskops 1931 ermöglichte es, ihre komplexen Strukturen sichtbar zu machen.

## Pioniere

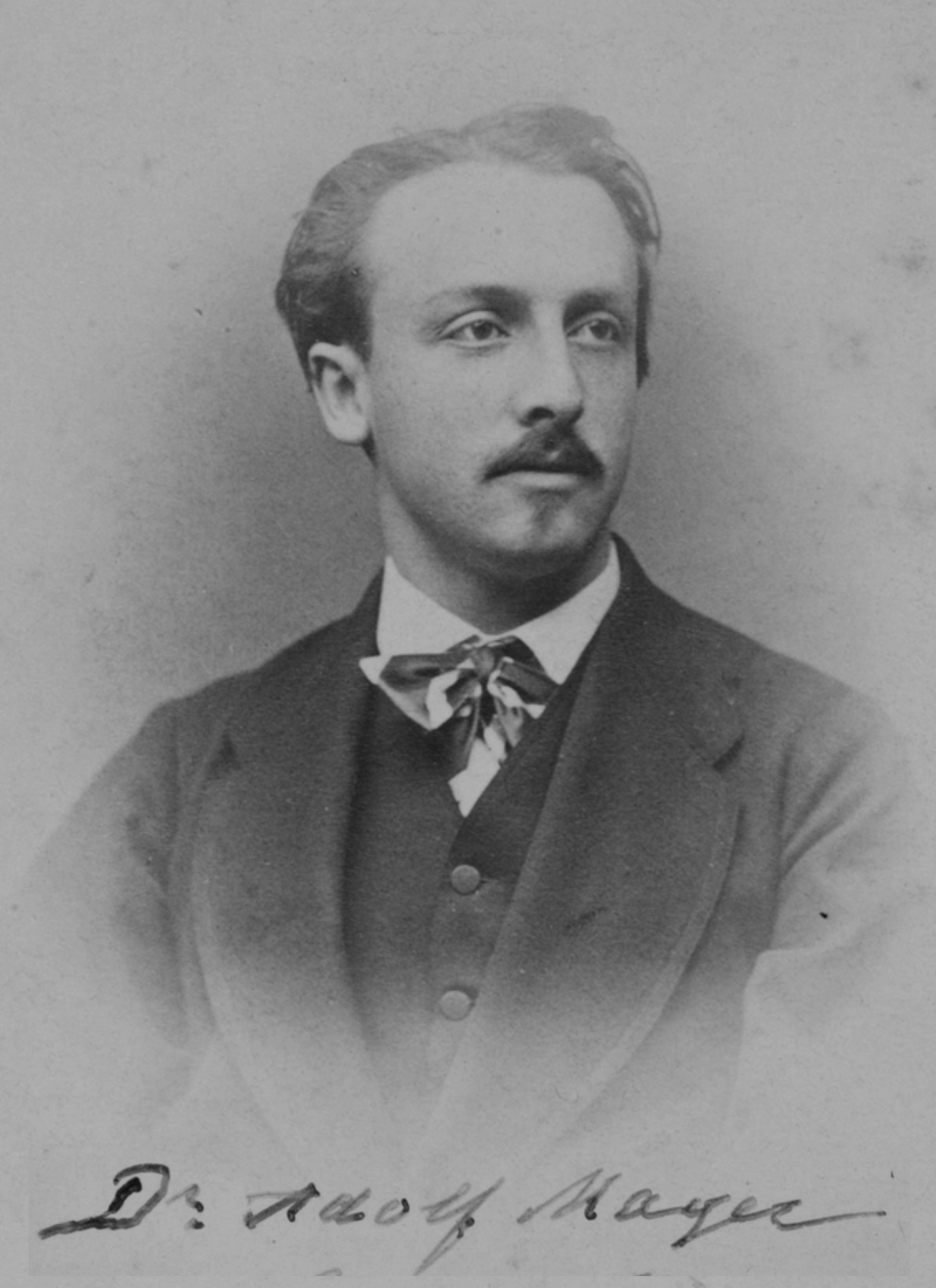
Adolf Mayer im Jahr 1875

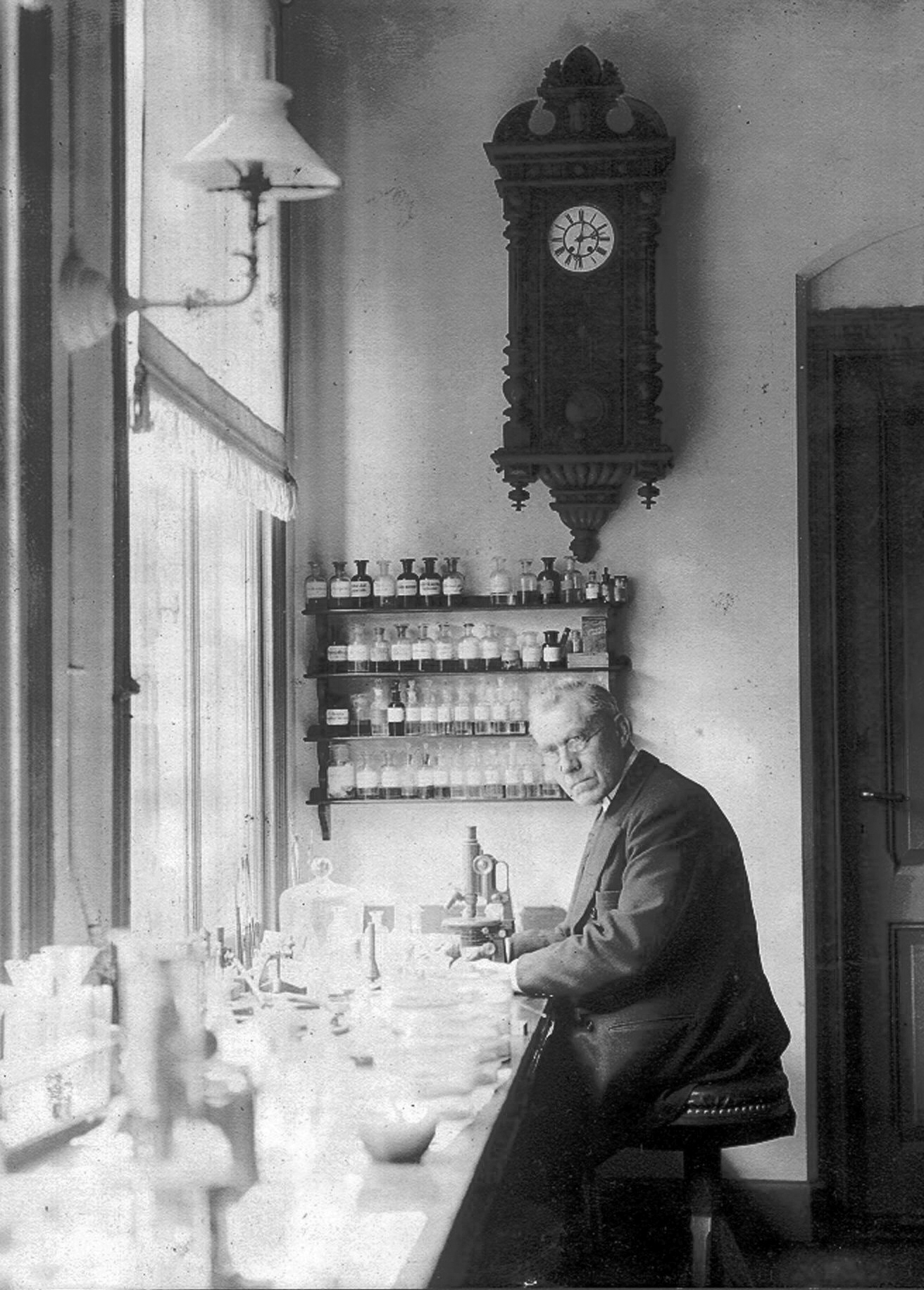
Martinus Beijerinck in seinem Labor im Jahr 1921

Trotz seiner anderen Erfolge gelang es Louis Pasteur nicht, einen Tollwuterreger zu finden. Er vermutete einen Erreger, der zu klein ist, um mit einem Mikroskop erkannt zu werden. 1884 erfand der französische Mikrobiologe Charles Chamberland einen Filter – heute als Chamberland-Filter bekannt –, dessen Poren kleiner sind als Bakterien. Auf diese Weise konnte er eine bakterienhaltige Lösung filtrieren und die Bakterien vollständig aus der Lösung entfernen.
Im Jahr 1876 war Adolf Mayer, Leiter der Landwirtschaftlichen Versuchsstation in Wageningen, der Erste, der zeigte, dass das, was er „Tabakmosaik-Krankheit“ nannte, ansteckend war. Er dachte, dass sie entweder durch ein Toxin oder durch ein sehr kleines Bakterium verursacht wurde. Später, im Jahr 1892, verwendete der russische Biologe Dmitri Iwanowski einen Chamberland-Filter, um das zu untersuchen, was heute als Tabakmosaikvirus (TMV) bekannt ist. Seine Experimente zeigten, dass zerkleinerte Blattextrakte von infizierten Tabakpflanzen nach der Filtration ansteckend bleiben. Iwanowski vermutete, dass die Infektion durch ein von Bakterien produziertes Toxin verursacht werden könnte, verfolgte die Idee aber nicht weiter.
Im Jahr 1898 wiederholte der niederländische Mikrobiologe Martinus Beijerinck, Lehrer für Mikrobiologie an der Landwirtschaftsschule in Wageningen, Experimente von Adolf Mayer und kam zu der Überzeugung, dass das Filtrat eine neue Form eines Infektionserregers enthielt. Er beobachtete, dass der Erreger sich nur in sich teilenden Zellen vermehrte, und nannte ihn contagium vivum fluidum ‚löslicher lebender Keim‘ und führte das Wort Virus wieder ein. Beijerinck behauptete, dass Viren flüssigkeitsähnlich seien, eine Theorie, die später von dem amerikanischen Biochemiker und Virologen Wendell Meredith Stanley widerlegt wurde, der bewies, dass es sich in Wirklichkeit um Partikel handelte. Ebenfalls 1898 ließen Friedrich Loeffler und Paul Frosch das erste Tiervirus durch einen ähnlichen Filter laufen und entdeckten die Ursache der Maul- und Klauenseuche.
Bis 1928 war genug über Viren bekannt, um die Veröffentlichung von Filtrierbare Viren zu ermöglichen, eine von Thomas Milton Rivers herausgegebene Essaysammlung über alle bekannten Viren. Rivers, ein Typhusüberlebender, der im Alter von zwölf Jahren erkrankte, machte eine bemerkenswerte Karriere in der Virologie. Im Jahr 1926 wurde er eingeladen, auf einer von der Society of American Bacteriologists organisierten Tagung zu sprechen, wo er zum ersten Mal sagte: „Viren scheinen obligate Parasiten in dem Sinne zu sein, dass ihre Vermehrung von lebenden Zellen abhängig ist.“
Die Annahme, dass Viren Partikel seien, wurde nicht als unnatürlich angesehen und passte ausgezeichnet in die Keimtheorie. Möglicherweise beschrieb John B. Buist in Edinburgh 1886 als erster Partikel des Vacciniavirus, die er als „Mikrokokken“ bezeichnete, in der Impfstoff-Lymphe.
In den folgenden Jahren, als die optischen Mikroskope verbessert wurden, konnten in vielen virusinfizierten Zellen „Einschlusskörper“ festgestellt werden, aber diese Aggregate von Viruspartikeln waren immer noch zu klein, um eine detaillierte Struktur festzustellen. Erst mit der Erfindung des Elektronenmikroskops im Jahr 1931 durch die deutschen Ingenieure Ernst Ruska und Max Knoll konnte gezeigt werden, dass Viruspartikel, insbesondere Bakterienviren (Bakteriophagen), komplexe Strukturen aufweisen. Helmut Ruska, dem Bruder von Ernst Ruska, gelang es 1938 Tabakmosaikviren mithilfe des Elektronenmikroskops optisch darzustellen. Damit war bewiesen, dass es sich bei Viren weder um ein Gift, noch um eine flüssige Substanz handelte, sondern um winzig kleine Partikel im Größenbereich zwischen 10 und 350 Nanometern. Die mit diesem neuen Mikroskop bestimmten Virusgrößen passten gut zu denen, die durch Filtrationsexperimente geschätzt wurden. Es wurde erwartet, dass die Viren klein sein würden, aber der Größenbereich war überraschend. Einige waren nur ein wenig kleiner als die kleinsten bekannten Bakterien, und die kleineren Viren hatten ähnliche Größen wie komplexe organische Moleküle.
Im Jahr 1935 untersuchte Wendell Stanley das Tabakmosaikvirus und stellte fest, dass es hauptsächlich aus Protein bestand. Im Jahr 1939 trennten Stanley und Max Lauffer das Virus in Protein und Nukleinsäure, die sich nach Stanleys Postdoktorandenkollegen Hubert S. Loring als spezifische RNA erwiesen hat.
Die Entdeckung von RNA in den Partikeln war wichtig, weil 1928 Fred Griffith den ersten Beweis dafür lieferte, dass ihr „Cousin“, DNA, Gene bildete.
Zu Pasteurs Zeiten und noch viele Jahre nach seinem Tod wurde das Wort „Virus“ zur Beschreibung aller Ursachen von Infektionskrankheiten verwendet. Viele Bakteriologen entdeckten bald die Ursache zahlreicher Infektionen. Dennoch gab es weiterhin einige Infektionen, viele von ihnen furchtbar, für die keine bakterielle Ursache gefunden werden konnte. Diese Erreger waren unsichtbar und konnten nur in lebenden Tieren gezüchtet werden. Die Entdeckung der Viren war der Schlüssel zur Enthüllung der Ursache jener geheimnisvollen Infektionen. Und obwohl die Koch'schen Postulate für viele dieser Infektionen nicht erfüllt werden konnten, hielt dies die Pioniere der Virologie nicht davon ab, nach Viren in Infektionen zu suchen, für die keine andere Ursache gefunden werden konnte.

## Bakteriophagen

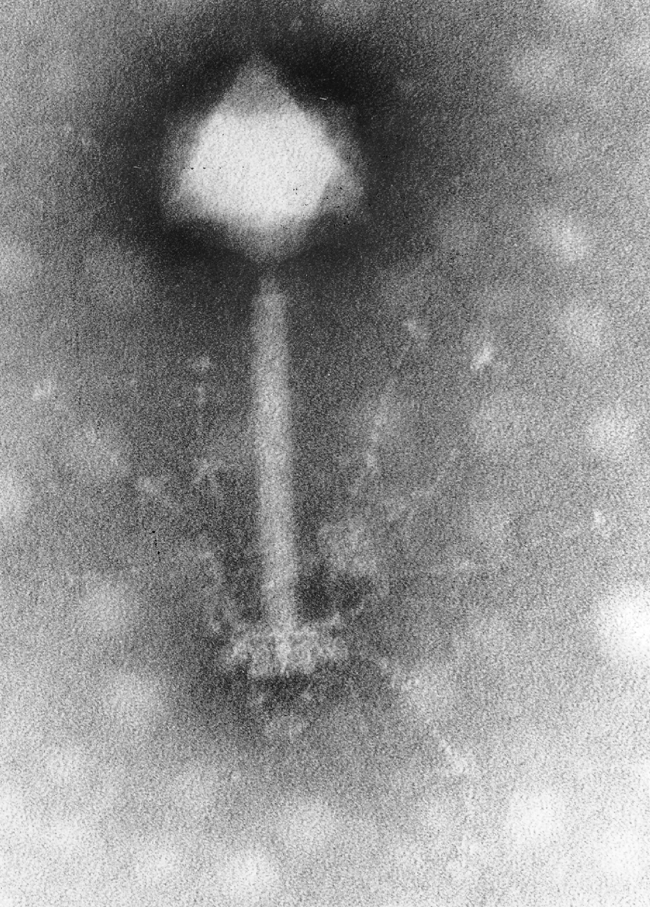
Synechococcus-Phage S-PM2, Spezies: Nodensvirus spm2, Kyanoviridae (Myoviren)

### Entdeckung
Bakteriophagen sind die Viren, die Bakterien infizieren und sich in ihnen vermehren. Sie wurden Anfang des 20. Jahrhunderts von dem englischen Bakteriologen Frederick Twort entdeckt. Doch schon vor dieser Zeit, im Jahr 1896, berichtete der Bakteriologe Ernest Hanbury Hankin, dass etwas im Wasser des Ganges die Vibrio cholerae – die Ursache der Cholera – abtöten könnte. Der Erreger im Wasser konnte Filter passieren, mit denen Bakterien entfernt werden, wurde aber durch Kochen zerstört. Twort entdeckte die Wirkung von Bakteriophagen auf Staphylokokken. Er bemerkte, dass einige Bakterienkolonien beim Wachsen auf Nähragar wässrig oder „glasig“ wurden. Er sammelte einige dieser wässrigen Kolonien und leitete sie durch einen Chamberland-Filter, um die Bakterien zu entfernen, und entdeckte, dass bei Zugabe des Filtrats zu frischen Bakterienkulturen diese wässrig wurden. Er schlug vor, dass der Erreger „eine Amöbe, ein ultramikroskopischer Virus, ein lebendes Protoplasma oder ein Enzym mit Wachstumskraft“ sein könnte.
Félix d’Herelle war ein hauptsächlich autodidaktischer französisch-kanadischer Mikrobiologe. Im Jahr 1917 entdeckte er, dass „ein unsichtbarer Antagonist“ bei Zugabe zu Bakterien auf Agar Bereiche mit toten Bakterien erzeugen würde. Der Antagonist, der heute als Bakteriophage bekannt ist, konnte einen Chamberland-Filter passieren. Er verdünnte eine Suspension dieser Viren sorgfältig und entdeckte, dass die höchsten Verdünnungen (geringste Viruskonzentrationen), anstatt alle Bakterien abzutöten, diskrete Bereiche mit toten Organismen bildeten. Durch Zählen dieser Bereiche und Multiplikation mit dem Verdünnungsfaktor konnte er die Anzahl der Viruspartikel (Virionen) in der ursprünglichen Suspension berechnen. Er erkannte, dass er eine neue Viren-Form entdeckt hatte, und prägte später den Begriff „Bakteriophage“.
Zwischen 1918 und 1921 entdeckte d'Herelle verschiedene Arten von Bakteriophagen, die verschiedene andere Bakterienarten, darunter Vibrio cholerae, infizieren konnten. Bakteriophagen wurden als mögliche Behandlung von Krankheiten wie Typhus und Cholera angepriesen, doch mit der Entwicklung von Penicillin geriet ihr Versprechen weitgehend in Vergessenheit. Seit Anfang der 1970er-Jahre haben Bakterien weiterhin Resistenzen gegen Antibiotika wie Penicillin entwickelt, was zu einem erneuten Interesse an der Verwendung von Bakteriophagen zur Behandlung schwerer Infektionen geführt hat.

### Frühe Forschung 1920–1940
D'Herelle unternahm weite Reisen, um den Einsatz von Bakteriophagen bei der Behandlung bakterieller Infektionen zu unterstützen. Im Jahr 1928 wurde er Professor für Biologie in Yale und gründete mehrere Forschungsinstitute. Er war überzeugt, dass Bakteriophagen Viren seien, trotz des Widerstands von etablierten Bakteriologen wie dem Nobelpreisträger Jules Bordet. Bordet vertrat die Ansicht, dass Bakteriophagen keine Viren seien, sondern nur Enzyme, die aus „lysogenen“ Bakterien freigesetzt werden. Er sagte, dass „die unsichtbare Welt von d'Herelle nicht existiert“.
Aber in den 1930er-Jahren wurde von Christopher Andrewes und anderen der Beweis erbracht, dass Bakteriophagen Viren waren. Sie zeigten, dass sich diese Viren in ihrer Größe und in ihren chemischen und serologischen Eigenschaften unterschieden. Im Jahr 1940 wurde die erste elektronenmikroskopische Aufnahme eines Bakteriophagen veröffentlicht, und dies brachte Skeptiker zum Schweigen, die behauptet hatten, Bakteriophagen seien relativ einfache Enzyme und keine Viren. Schnell wurden zahlreiche andere Arten von Bakteriophagen entdeckt und es zeigte sich, dass sie Bakterien infizieren, wo immer sie vorkommen. Die frühen Forschungsarbeiten wurden durch den Zweiten Weltkrieg unterbrochen. d'Herelle war trotz seiner kanadischen Staatsbürgerschaft bis Kriegsende von der Vichy-Regierung interniert.

### Moderne Ära
Das Wissen über Bakteriophagen nahm in den 1940er-Jahren nach der Gründung der Phage Group durch Wissenschaftler in den gesamten USA zu. Zu den Mitgliedern gehörte Max Delbrück, der am Cold Spring Harbor Laboratory einen Lehrstuhl für Bakteriophagen errichtete. Weitere wichtige Mitglieder der Phage Group waren Salvador Luria und Alfred Hershey. In den 1950er-Jahren machten Hershey und Chase bei ihren Studien an einem als T2 bezeichneten Bakteriophagen wichtige Entdeckungen über die Replikation von DNA. Gemeinsam mit Delbrück erhielten sie 1969 den Nobelpreis für Physiologie oder Medizin „für ihre Entdeckungen zum Replikationsmechanismus und zur genetischen Struktur von Viren“. Seitdem hat das Studium der Bakteriophagen Einblicke in das Ein- und Ausschalten von Genen und einen nützlichen Mechanismus zum Einbringen fremder Gene in Bakterien und viele andere grundlegende Mechanismen der Molekularbiologie geliefert.

## Pflanzenviren

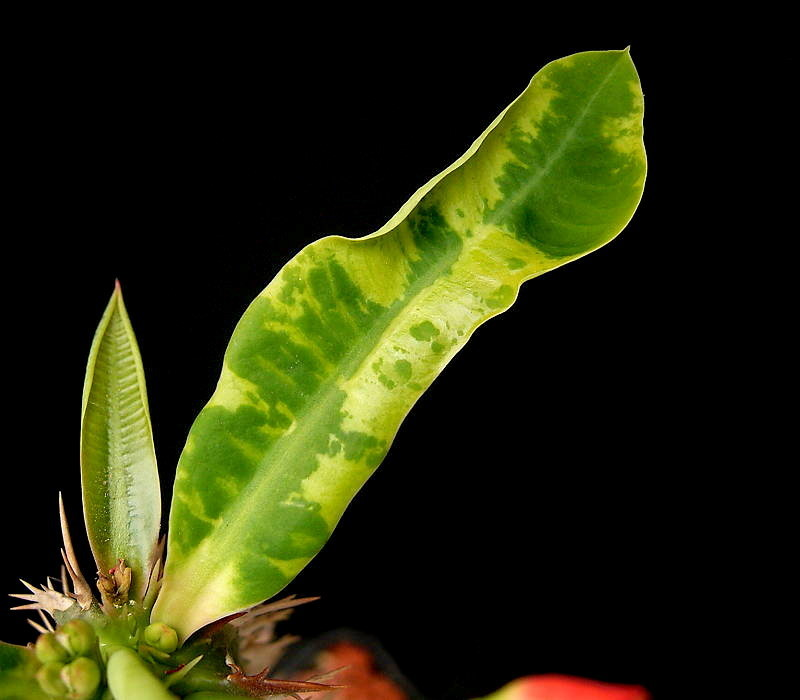
Chlorose bei Euphorbia viguieri durch das Tabakmosaikvirus

Im Jahr 1882 beschrieb Adolf Mayer einen Zustand von Tabakpflanzen, den er „Mosaikkrankheit“ („mozaïkziekte“) nannte. Die erkrankten Pflanzen hatten bunt gefärbte Blätter, die gefleckt waren (Chlorose). Er schloss die Möglichkeit einer Pilzinfektion aus und konnte kein Bakterium nachweisen und vermutete, dass ein „lösliches, enzymähnliches Infektionsprinzip vorliegt“. Er verfolgte seine Idee nicht weiter, und erst die Filtrationsexperimente von Dmitri Iossifowitsch Iwanowski und Martinus Willem Beijerinck ließen vermuten, dass die Ursache ein bisher unerkannter Infektionserreger war. Nachdem die Tabakmosaik-Krankheit als Viruskrankheit erkannt worden war, wurden auch bei vielen anderen Pflanzen Virusinfektionen entdeckt.
Die Bedeutung des Tabakmosaikvirus in der Geschichte der Viren kann nicht hoch genug bewertet werden. Es war das erste Virus, das entdeckt wurde, und das erste, das kristallisiert und dessen Struktur im Detail gezeigt wurde. Die ersten Röntgenbeugungsaufnahmen des kristallisierten Virus erhielten John Desmond Bernal und J. D. Fankuchen im Jahr 1941. Auf der Basis ihrer Aufnahmen entdeckte Rosalind Franklin 1955 die vollständige Struktur des Virus. Im selben Jahr zeigten Heinz Fraenkel-Conrat und Robley C. Williams, dass gereinigte Tabakmosaikvirus-RNA und ihr Hüllprotein sich selbst zu funktionsfähigen Viren zusammensetzen können, was vermuten lässt, dass mit diesem einfachen Mechanismus wahrscheinlich Viren innerhalb ihrer Wirtszellen erzeugt wurden.
Bis 1935 dachte man, dass viele Pflanzenkrankheiten durch Viren verursacht werden. Im Jahr 1922 entdeckte John Kunkel Small, dass Insekten als Vektoren fungieren und Viren auf Pflanzen übertragen können, und im folgenden Jahrzehnt wurde dieser Übertragungsweg für viele Pflanzenkrankheiten entdeckt. 1939 beschrieb Francis Holmes, ein Pionier der Pflanzenvirologie, 129 Viren, die Pflanzenkrankheiten verursachten. Die moderne Intensivlandwirtschaft bietet eine reichhaltige Umgebung für viele Pflanzenviren. Im Jahr 1948 wurde in Kansas, USA, 7 % der Weizenernte durch das Weizen-Streifenmosaikvirus (en. Wheat streak mosaic virus, WSMV, Fam. Potyviridae) zerstört. Das Virus wird durch Milben der Spezies Aceria tulipae und Aceria tosichella verbreitet.
Im Jahr 1970 entdeckte der russische Pflanzenvirologe Joseph Atabekov, dass viele Pflanzenviren jeweils nur eine einzige Art von Wirtspflanzen infizieren. Das Internationale Komitee für die Taxonomie von Viren (ICTV) erkennt heute über 900 Arten von Pflanzenviren an.

## 20. Jahrhundert
Bis zum Ende des 19. Jahrhunderts wurden Viren hinsichtlich ihrer Infektiosität und ihrer Fähigkeit, gefiltert zu werden, und ihres Bedarfs an lebenden Wirten definiert. Bis zu diesem Zeitpunkt wurden Viren nur in Pflanzen und Tieren gezüchtet, aber im Jahr 1906 hat Ross Granville Harrison eine Methode zur Züchtung von Gewebe in Lymphe entdeckt, und im Jahr 1913 haben Edna Steinhardt, C. Israeli und R. A. Lambert diese Methode benutzt, um das Vacciniavirus in Fragmenten des Hornhautgewebes von Meerschweinchen zu züchten.  Im Jahr 1928 züchteten H. B. Maitland und D. I. Margrath das Vacciniavirus in Suspensionen von zerkleinerten Hühnernieren. Ihre Methode wurde erst in den 1950er-Jahren weitgehend angenommen, als das Poliovirus (eine Unterart des Enterovirus C) in großem Maßstab für die Impfstoffproduktion gezüchtet wurde.
In den Jahren 1941–42 entwickelte George K. Hirst Testverfahren auf der Grundlage der Hämagglutination zur Quantifizierung eines breiten Spektrums von Viren sowie virusspezifischer Antikörper im Serum.

### Influenza

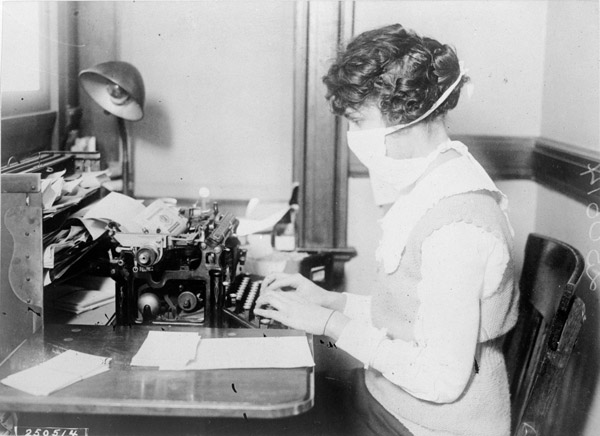
Eine Frau bei der Arbeit während der Influenza-Epidemie 1918–1919. Die Gesichtsmaske bot wahrscheinlich nur minimalen Schutz.

Obwohl das Influenzaviren, Verursacher der Influenzapandemie 1918–1919 („Spanische Grippe“), erst in den 1930er-Jahren entdeckt wurden, haben die Beschreibungen der Krankheit und die weitere Forschung nachgewiesen, dass Influenzavirus A daran schuld war.
Durch die Pandemie starben 40 bis 50 Millionen Menschen in weniger als einem Jahr, aber den Nachweis, dass sie durch ein Virus verursacht wurde, erhielt man erst 1933.
Haemophilus influenzae ist ein opportunistisches Bakterium, das häufig auf Influenzainfektionen folgt. Dies führte den bedeutenden deutschen Bakteriologen Richard Pfeiffer zu der falschen Schlussfolgerung, dass dieses Bakterium die Ursache der Influenza sei.
Ein großer Durchbruch gelang im Jahr 1931, als der amerikanische Pathologe Ernest W. Goodpasture Influenza- und mehrere andere Viren in befruchteten Hühnereiern züchteten.
Hirst erkannte eine mit dem Viruspartikel assoziierte enzymatische Aktivität, die später als Neuraminidase bezeichnet wurde. Das war der erste Nachweis, dass Viren Enzyme enthalten können. Frank Macfarlane Burnet zeigte in den frühen 1950er-Jahren, dass das Virus bei hohen Frequenzen rekombiniert, und Hirst leitete daraus später ab, dass es ein segmentiertes Genom besitzt. Die Rekombination der Influenzaviren ist daher ein Reassortment der Genom-Segmente.

### Poliomyelitis
Im Jahr 1949 züchteten John Franklin Enders, Thomas Huckle Weller und Frederick Chapman Robbins das Poliovirus zum ersten Mal in kultivierten menschlichen Embryozellen. Es war das erste Virus, das ohne Verwendung von festem tierischem Gewebe oder Eizellen gezüchtet wurde. Infektionen mit dem Poliovirus verursachen meist die leichtesten Symptome. Dies wurde erst bekannt, als das Virus in kultivierten Zellen isoliert wurde und bei vielen Menschen leichte Infektionen nachgewiesen wurden, die nicht zu Poliomyelitis führten. Doch im Gegensatz zu anderen Virusinfektionen nahm die Häufigkeit von Polio – der selteneren schweren Form der Infektion – im 20. Jahrhundert zu und erreichte um das Jahr 1952 einen Höhepunkt. Die Erfindung eines Zellkultursystems zur Anzucht des Virus ermöglichte Jonas Salk die Herstellung eines wirksamen Polio-Impfstoffs.

### Epstein-Barr-Virus
Denis Parsons Burkitt wurde in Enniskillen, Grafschaft Fermanagh, Nordirland, geboren. Er beschrieb als Erster eine Krebsart, die heute nach ihm Burkitt-Lymphom genannt wird. Diese Krebsart war in Äquatorialafrika endemisch und war Anfang der 1960er-Jahre die häufigste bösartige Erkrankung bei Kindern. Bei einem Versuch, eine Ursache für den Krebs zu finden, sandte Burkitt Zellen des Tumors an den britischen Virologen Anthony Epstein, der zusammen mit Yvonne Barr und Bert Achong, und nach vielen Fehlschlägen, in der Flüssigkeit, die die Zellen umgab, Viren entdeckte, die den Herpesviren ähnelten. Das Virus erwies sich später als ein bis dahin unbekanntes Herpesvirus, das heute als Epstein-Barr-Virus bezeichnet wird. Überraschenderweise ist bei Europäern eine Infektion mit dem Epstein-Barr-Virus eine sehr häufige, aber relativ milde. Warum es bei Afrikanern eine so verheerende Krankheit auslösen kann, ist nicht vollständig verstanden, aber eine durch Malaria verursachte verminderte Immunität gegen das Virus könnte daran schuld sein. Das Epstein-Barr-Virus ist in der Geschichte der Viren wichtig als das erste Virus, das nachweislich Krebs bei Menschen verursacht hat.

### Spätes 20. und frühes 21. Jahrhundert

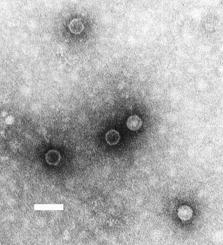
Negativ gefärbte TEM-Aufnahme des Poliovirus

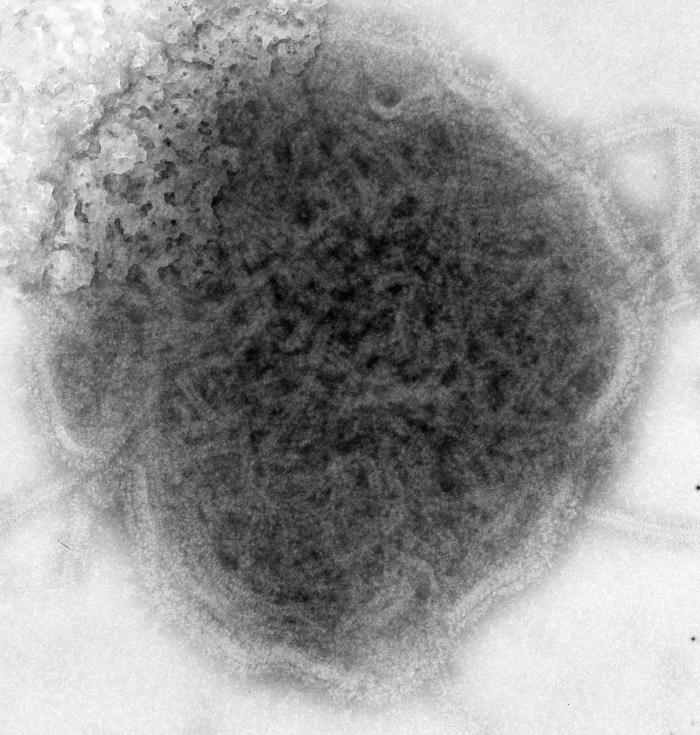
Mumps-Virus

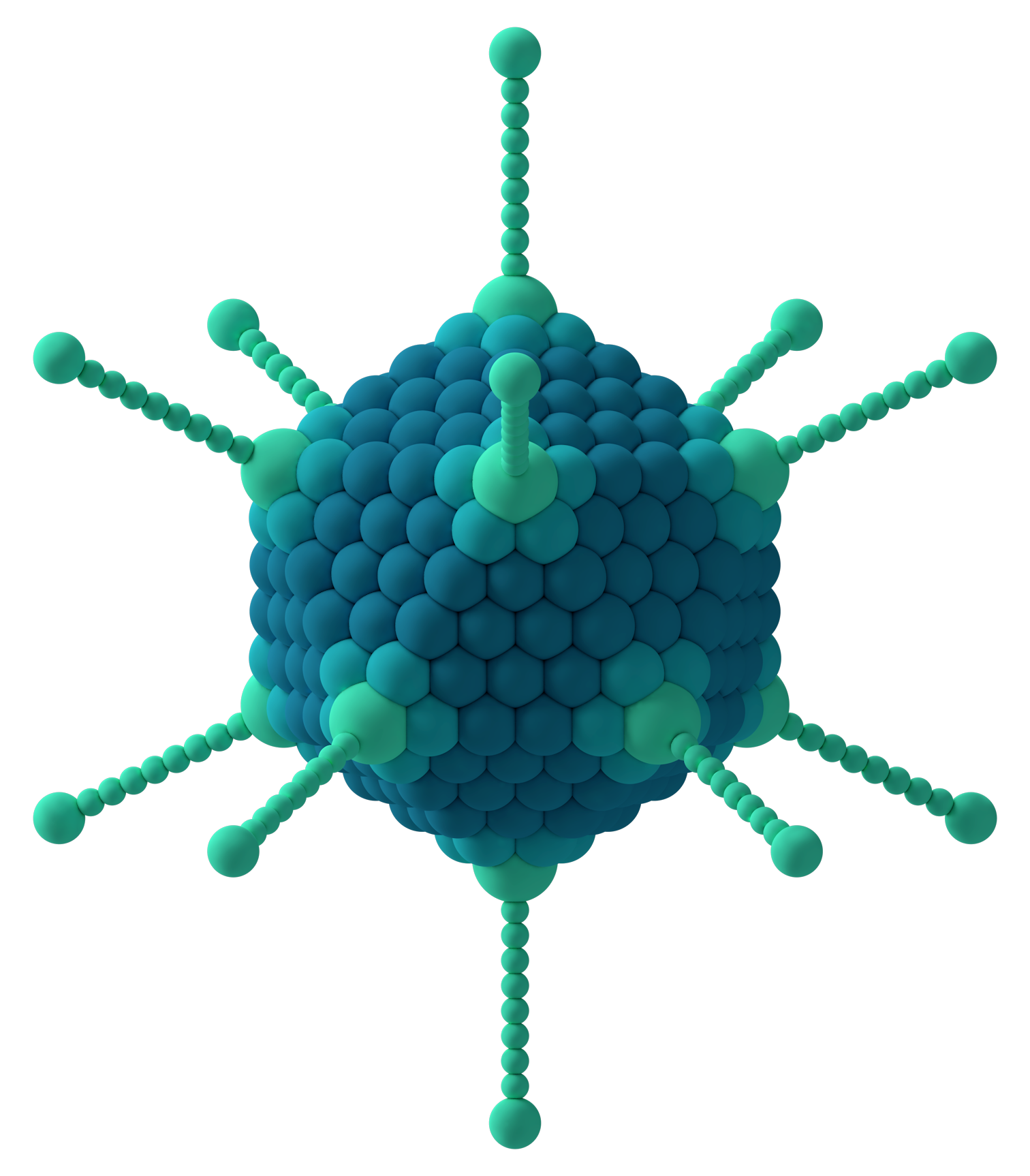
3D-Modell des Viroids eines Adenovirus

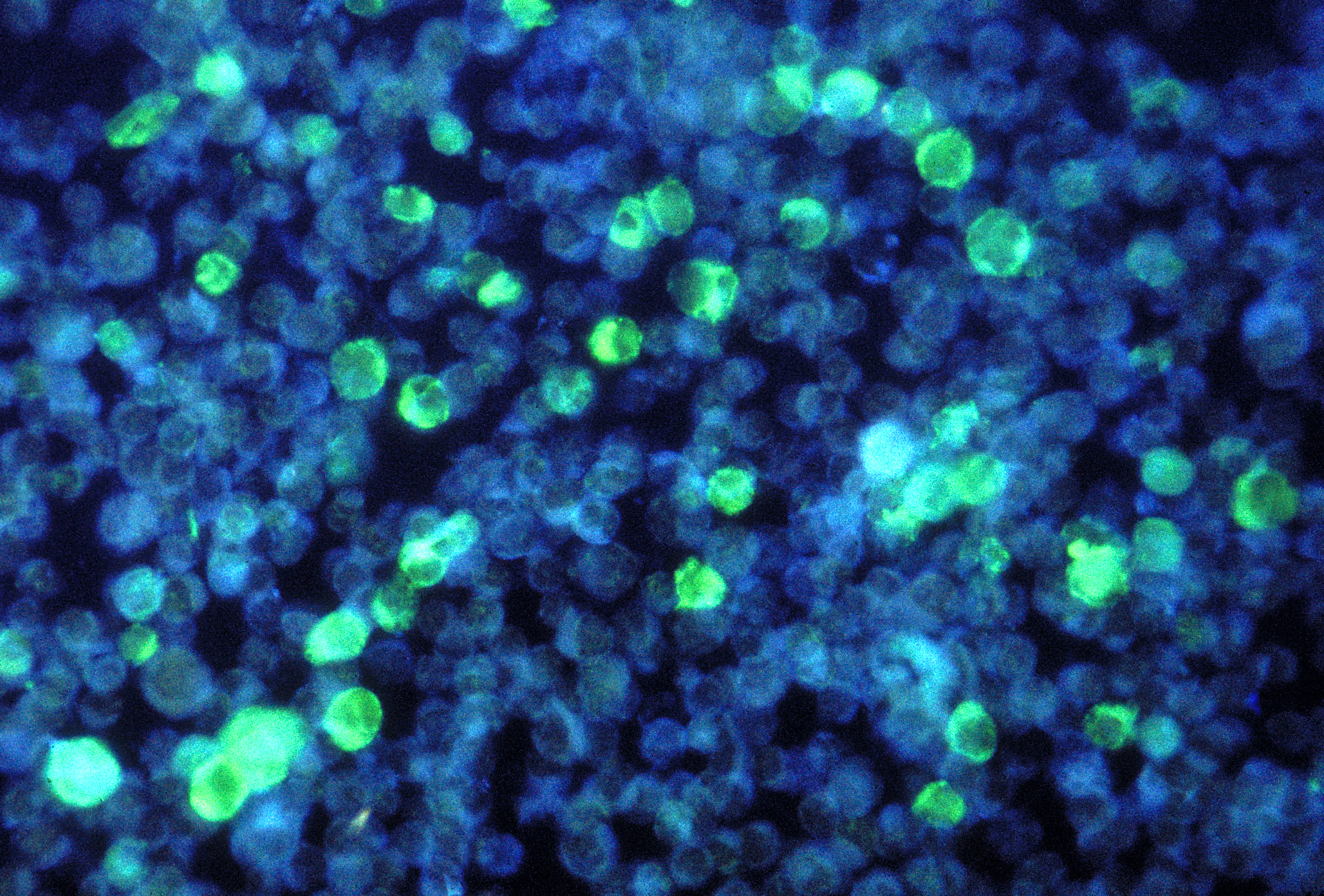
Leukämiezellen mit Nachweis von Epstein-Barr-Viren

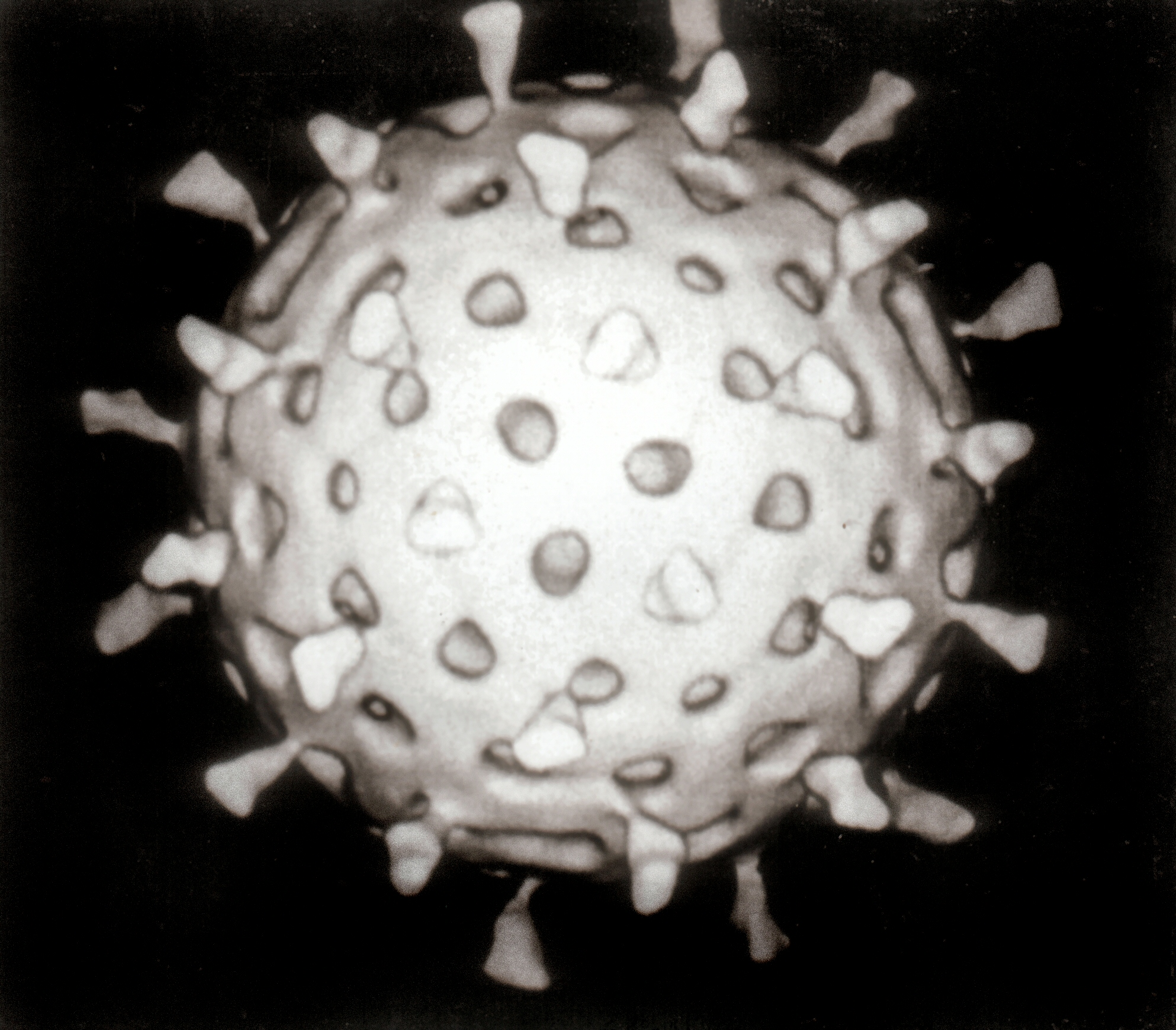
Ein Rotavirus-Partikel

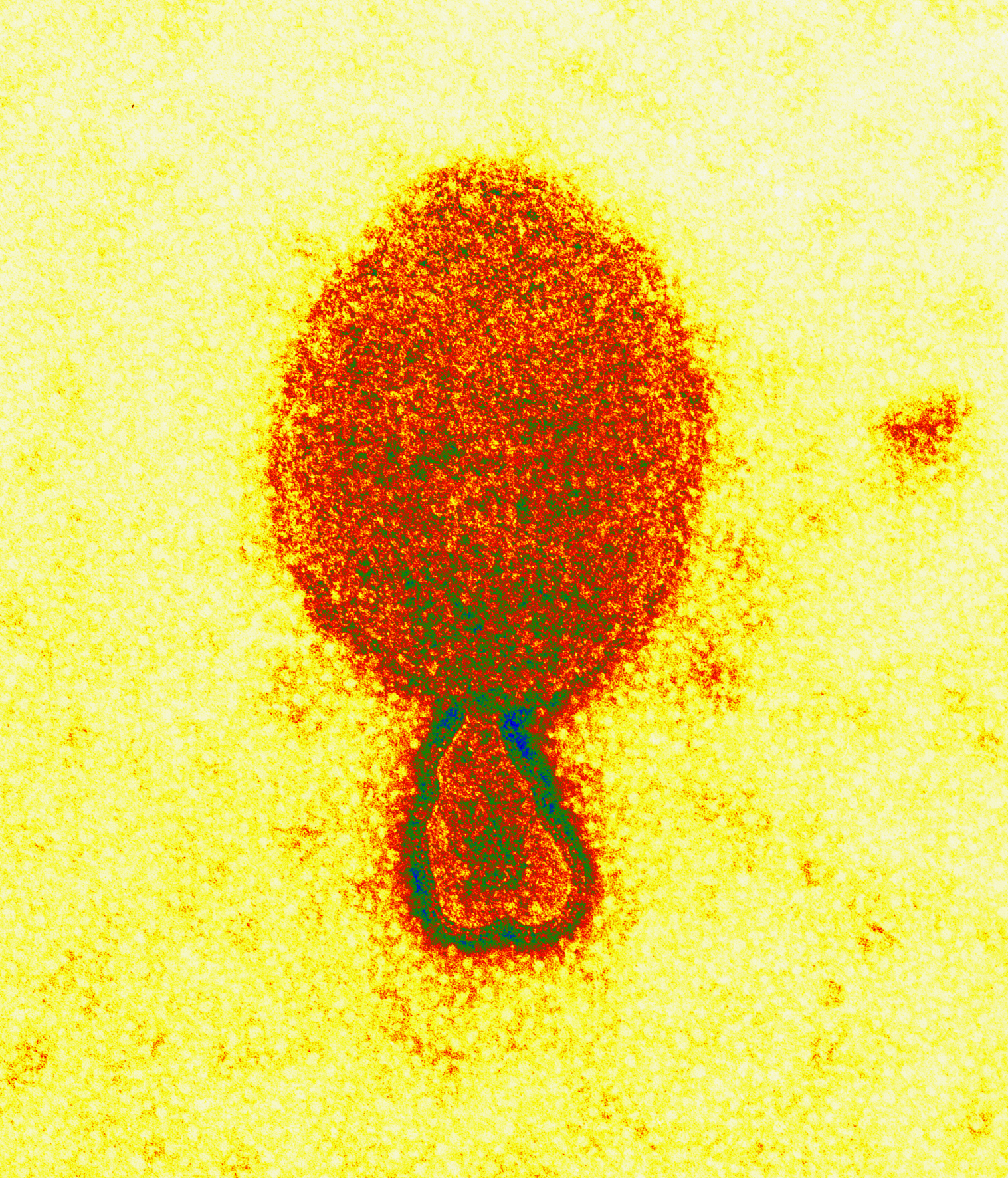
Kolorierte TEM-Aufnahme eines Hendra-Virus

Die zweite Hälfte des 20. Jahrhunderts war das goldene Zeitalter der Virenentdeckung, in dieser Zeit wurden die meisten der (mit Stand März 2020) 6.591 offiziell vom ICTV anerkannten Virusarten entdeckt, die Bakterien, Archaeen, Tierzellen oder Pflanzenzellen infizieren.
Im Jahr 1946 wurde die Rindervirusdiarrhöe entdeckt, die wahrscheinlich immer noch weltweit die häufigste Erkrankung bei Rindern ist, und im Jahr 1957 wurde das Pferde-Arterivirus entdeckt.
In den 1950er-Jahren führten Verbesserungen bei der Virusisolierung und bei den Nachweismethoden zur Entdeckung mehrerer wichtiger menschlicher Viren, darunter das Varizella-Zoster-Virus, die Paramyxoviren, – zu denen das Masernvirus und das Atemwegs-Syncytialvirus gehören – und die Rhinoviren, die Erkältungen verursachen. In den 1960er-Jahren wurden weitere Viren entdeckt. Im Jahr 1963 wurde von Baruch Samuel Blumberg das Hepatitis-B-Virus entdeckt.
Die Reverse Transkriptase, das Schlüsselenzym, mit dem Retroviren ihre RNA in DNA umwandeln, wurde erstmals im Jahr 1970 unabhängig voneinander von Howard M. Temin und David Baltimore beschrieben. Dies war wichtig für die Entwicklung antiviraler Medikamente – ein wichtiger Wendepunkt in der Geschichte der Virusinfektionen.
Im Jahr 1983 isolierten Luc Montagnier und sein Team am Pasteur-Institut in Frankreich erstmals das Retrovirus, das heute HIV-1 genannt wird. Im Jahr 1989 entdeckte das Team von Michael Houghton bei der Chiron Corporation Hepatitis C.
In jedem Jahrzehnt der zweiten Hälfte des 20. Jahrhunderts wurden neue Viren und Virenstämme entdeckt. Diese Entdeckungen haben sich im 21. Jahrhundert fortgesetzt, als neue Viruskrankheiten wie SARS und das Nipah-Virus aufgetaucht sind. Trotz der Leistungen der Wissenschaftler in den letzten hundert Jahren stellen Viren weiterhin neue Bedrohungen und Herausforderungen dar.
| Jahr | Virus                                    | Referenzen    |
| ---- | ---------------------------------------- | ------------- |
| 1908 | Poliovirus                               | [ 75 ]        |
| 1911 | Rous-Sarkom-Virus                        | [ 76 ]        |
| 1915 | Bakteriophage von Staphylokokken         | [ 18 ]        |
| 1917 | Bakteriophage von Shigellen              | [ 18 ]        |
| 1918 | Bakteriophage von Salmonellen            | [ 20 ]        |
| 1927 | Gelbfieber-Virus                         | [ 77 ]        |
| 1930 | Westliches Pferdeenzephalitis-Virus      | [ 78 ]        |
| 1933 | Östliches Pferdeenzephalitis-Virus       | [ 78 ]        |
| 1934 | Mumpsvirus                               | [ 79 ]        |
| 1935 | Japanische-Enzephalitis-Virus            | [ 80 ]        |
| 1943 | Dengue-Virus                             | [ 81 ]        |
| 1949 | Enteroviren                              | [ 82 ]        |
| 1949 | Humanes Papillom-Virus                   | [ 83 ] [ 84 ] |
| 1952 | Varizella-Zoster-Virus                   | [ 63 ]        |
| 1953 | Adenoviren                               | [ 85 ]        |
| 1954 | Masernvirus                              | [ 65 ]        |
| 1956 | Paramyxoviren, Pneumoviren, Rhinoviren   | [ 64 ] [ 66 ] |
| 1958 | Affenpockenvirus                         | [ 86 ]        |
| 1962 | Rötelnvirus                              | [ 87 ]        |
| 1963 | Hepatitis-B-Virus                        | [ 88 ]        |
| 1964 | Epstein-Barr-Virus                       | [ 89 ]        |
| 1965 | Retroviren                               | [ 90 ]        |
| 1966 | Lassa-Fieber-Virus                       | [ 91 ]        |
| 1967 | Marburg-Virus                            | [ 92 ]        |
| 1972 | Norovirus                                | [ 93 ]        |
| 1973 | Rotavirus, Hepatitis-A-Virus             | [ 94 ] [ 95 ] |
| 1975 | Parvovirus B19                           | [ 96 ] [ 97 ] |
| 1976 | Ebolavirus                               | [ 98 ]        |
| 1980 | Humanes T-lymphotropes Virus 1           | [ 99 ]        |
| 1982 | Humanes T-lymphotropes Virus 2           | [ 99 ]        |
| 1983 | HIV-1 und HIV-2                          | [ 100 ]       |
| 1986 | Humanes Herpesvirus 6 A und B            | [ 101 ]       |
| 1989 | Hepatitis-C-Virus                        | [ 102 ]       |
| 1990 | Hepatitis-E-Virus, Humanes Herpesvirus 7 | [ 103 ]       |
| 1994 | Henipavirus                              | [ 104 ]       |
| 1997 | Anelloviridae                            | [ 105 ]       |

## Belege
1. ↑  G. Bordenave: Louis Pasteur (1822–1895). In: Microbes and Infection / Institut Pasteur. Vol. 5, Nr. 6, Mai 2003, S. 553–560, doi:10.1016/S1286-4579(03)00075-3, PMID 12758285.
2. ↑  Teri Shors: Understanding Viruses. Jones & Bartlett Publishers, Sudbury, Mass 2008, ISBN 978-0-7637-2932-5, S. 76–77.
3. ↑  Matthias Eckoldt: VIRUS - Partikel, Paranoia, Pandemien. Ecowin, Salzburg 2021, ISBN 978-3-7110-0275-4, S. 60–61.
4. 1 2 3  W. W. C. Topley, Graham S. Wilson, L. H. Collier, Brian W. J. Mahy: Topley & Wilson's microbiology and microbial infections. Arnold, London 1998, ISBN 0-340-66316-2, S. 3.
5. ↑  Leppard, Keith; Nigel Dimmock; Easton, Andrew: Introduction to Modern Virology. Blackwell Publishing Limited, 2007, ISBN 978-1-4051-3645-7, S. 4–5.
6. ↑  F. Fenner: Desk Encyclopedia of General Virology. Hrsg.: B. W. J. Mahy, M. H. V. Van Regenmortal. Academic Press, Oxford, UK 2009, ISBN 978-0-12-375146-1, History of Virology: Vertebrate Viruses, S. 15.
7. ↑  F.  L. Horsfall: Thomas Milton Rivers, September 3, 1888–May 12, 1962. In: Biogr Mem Natl Acad Sci. Band 38, 1965, S. 263–294, PMID 11615452 (nap.edu [PDF]).
8. ↑  In 1887, Buist visualised one of the largest, Vaccinia virus, by optical microscopy after staining it. Vaccinia was not known to be a virus at that time. J. B. Buist: Vaccinia and Variola: a study of their life history. Churchill, London 1887 (archive.org).
9. ↑  From Gösta Ekspång (Hrsg.): Nobel Lectures, Physics 1981–1990. World Scientific, 1993, ISBN 981-02-0728-X.
10. ↑  Matthias Eckoldt: VIRUS - Partikel, Paranoia, Pandemien. Ecowin, Salzburg 2021, ISBN 978-3-7110-0275-4, S. 98–100.
11. ↑  N. G. Carr, B. W. J. Mahy, J. R. Pattison, D. P. Kelly: The Microbe 1984: Thirty-sixth Symposium of the Society for General Microbiology, held at the University of Warwick, April 1984 (= Symposia of the Society for general microbiology. Band 36). Cambridge University Press, 1984, ISBN 0-521-26056-6, S. 4.
12. ↑  W. M. Stanley, H. S. Loring: The isolation of crystalline tobacco mosaic virus protein from diseased tomato plants. In: Science. Band 83, Nr. 2143, 1936, S. 85, doi:10.1126/science.83.2143.85, PMID 17756690, bibcode:1936Sci....83...85S.
13. ↑  W. M. Stanley, M. A. Lauffer: Disintegration of tobacco mosaic virus in urea solutions. In: Science. Band 89, Nr. 2311, 1939, S. 345–347, doi:10.1126/science.89.2311.345, PMID 17788438, bibcode:1939Sci....89..345S.
14. ↑  H. S. Loring: Properties and hydrolytic products of nucleic acid from tobacco mosaic virus. In: Journal of Biological Chemistry. Band 130, Nr. 1, 1939, S. 251–258 (jbc.org).
15. ↑  Burton E. Tropp: Molecular Biology: Genes to Proteins. Burton E. Tropp. Jones & Bartlett Publishers, Sudbury, Massachusetts 2007, ISBN 978-0-7637-5963-6, S. 12.
16. ↑  N. G. Carr, B. W. J. Mahy, J. R. Pattison, D. P. Kelly: The Microbe 1984: Thirty-sixth Symposium of the Society for General Microbiology, held at the University of Warwick, April 1984 (= Symposia of the Society for general microbiology. Band 36). Cambridge University Press, 1984, ISBN 0-521-26056-6, S. 3.
17. ↑  NCBI: Synechococcus phage S-PM2 (no rank)
18. 1 2 3 4 5  Teri Shors: Understanding Viruses. Jones & Bartlett Publishers, Sudbury, Mass 2008, ISBN 978-0-7637-2932-5, S. 589.
19. 1 2  H.-W. Ackermann: History of Virology: Bacteriophages. In: Marc van Regenmortel, Brian Mahy (Hrsg.): Desk Encyclopedia of General Virology. 2009, S. 3 (google.com).
20. 1 2  F. D'Herelle: On an invisible microbe antagonistic toward dysenteric bacilli: brief note by Mr. F. D'Herelle, presented by Mr. Roux☆. In: Research in Microbiology. Band 158, Nr. 7, September 2007, S. 553–554, doi:10.1016/j.resmic.2007.07.005, PMID 17855060.
21. 1 2  H.-W. Ackermann: History of Virology: Bacteriophages. In: Marc van Regenmortel, Brian Mahy (Hrsg.): Desk Encyclopedia of General Virology. 2009, S. 4 (google.com).
22. ↑  "The antagonistic microbe can never be cultivated in media in the absence of the dysentery bacillus. It does not attack heat-killed dysentery bacilli, but is cultivated perfectly in a suspension of washed cells in physiological saline. This indicates that the anti dysentery microbe is an obligate bacteriophage".
Felix d'Herelle 1917 An invisible microbe that is antagonistic to the dysentery bacillus. (1917) Comptes rendus Acad. Sci. Paris Abgerufen am 2. Dezember 2010 (Memento des Originals vom 11. Mai 2011 im Internet Archive)  Info: Der Archivlink wurde automatisch eingesetzt und noch nicht geprüft. Bitte prüfe Original- und Archivlink gemäß Anleitung und entferne dann diesen Hinweis.
23. ↑  H.-W. Ackermann: History of Virology: Bacteriophages. In: Marc van Regenmortel, Brian Mahy (Hrsg.): Desk Encyclopedia of General Virology. 2009, S. 4 Table 1 (google.com).
24. 1 2  Teri Shors: Understanding Viruses. Jones & Bartlett Publishers, Sudbury, Mass 2008, ISBN 978-0-7637-2932-5, S. 591.
25. ↑  Teri Shors: Understanding Viruses. Jones & Bartlett Publishers, Sudbury, Mass 2008, ISBN 978-0-7637-2932-5, S. 590.
26. ↑  zitiert in: H.-W. Ackermann: History of Virology: Bacteriophages. In: Marc van Regenmortel, Brian Mahy (Hrsg.): Desk Encyclopedia of General Virology. 2009, S. 4 (google.com).
27. ↑  H.-W. Ackermann: History of Virology: Bacteriophages. In: Marc van Regenmortel, Brian Mahy (Hrsg.): Desk Encyclopedia of General Virology. 2009, S. 3–5 (google.com).
28. ↑  H.-W. Ackermann: History of Virology: Bacteriophages. In: Marc van Regenmortel, Brian Mahy (Hrsg.): Desk Encyclopedia of General Virology. 2009, S. 5 (google.com).
29. ↑  Nobel Organisation
30. ↑  H.-W. Ackermann: History of Virology: Bacteriophages. In: Marc van Regenmortel, Brian Mahy (Hrsg.): Desk Encyclopedia of General Virology. 2009, S. 5–10 Table 1 (google.com).
31. ↑  Adolf Mayer: Over de mozaïekziekte van de tabak; voorloopige mededeeling. In: Tijdschr Landbouwkunde Groningen. 2, 1882, S. 359–364.
32. 1 2  Zitiert nach: J. P. H. van der Want, J. Dijkstra: A history of plant virology. In: Archives of Virology. Band 151, Nr. 8, August 2006, S. 1467–1498, doi:10.1007/s00705-006-0782-3, PMID 16732421.
33. ↑  Angela N. H. Creager, Gregory J. Morgan: After the double helix: Rosalind Franklin's research on Tobacco mosaic virus. In: Isis. Band 99, Nr. 2, Juni 2008, S. 239–272, doi:10.1086/588626, PMID 18702397.
34. ↑  Keith Leppard, Nigel Dimmock, Andrew Easton: Introduction to Modern Virology. Blackwell Publishing, 2007, ISBN 978-1-4051-3645-7, S. 12.
35. 1 2  S. Pennazio, P. Roggero, M. Conti: A history of plant virology. Mendelian genetics and resistance of plants to viruses. In: New Microbiology. Band 24, Nr. 4, Oktober 2001, S. 409–424, PMID 11718380.
36. ↑  Teri Shors: Understanding Viruses. Jones & Bartlett Publishers, Sudbury, Mass 2008, ISBN 978-0-7637-2932-5, S. 563.
37. ↑  D. Hansing, C. O. Johnston, L. E. Melchers, H. Fellows: Kansas Phytopathological Notes. In: Transactions of the Kansas Academy of Science. Band 52, Nr. 3, 1949, S. 363–369, doi:10.2307/3625805, JSTOR:3625805.
38. ↑  John A. Thomas, Gary L. Hein: Influence of volunteer wheat plant condition on movement of the wheat curl mite, Aceria tosichella, in winter wheat. In: Experimental and Applied Acarology. 31. Jahrgang, Nr. 3/4, November 2003, S. 253–268, doi:10.1023/B:APPA.0000010384.12678.46, PMID 14974690.
39. ↑  J. M. Skare, I. Wijkamp, J. Rezende, G. Michels, C. Rush, K.-B. G. Scholthof, H. B. Scholthof: Colony establishment and maintenance of the eriophyid wheat curl mite Aceria tosichella for controlled transmission studies on a new virus-like pathogen. In: Journal of Virological Methods. 108. Jahrgang, Nr. 1, März 2003, S. 133–137, doi:10.1016/S0166-0934(02)00257-4, PMID 12565164.
40. ↑  Teri Shors: Understanding Viruses. Jones & Bartlett Publishers, Sudbury, Mass 2008, ISBN 978-0-7637-2932-5, S. 564.
41. ↑  J. S. Nicholas: Ross Granville Harrison 1870–1959 A Biographical Memoir. National Academy of Sciences, 1961 (nap.edu [PDF]).
42. ↑  E. Steinhardt, C. Israeli, R. A. Lambert: Studies on the cultivation of the virus of vaccinia. In: J. Inf Dis. Band 13, Nr. 2, 1913, S. 294–300, doi:10.1093/infdis/13.2.294 (zenodo.org [PDF]).
43. ↑  H. B. Maitland, D. I. Magrath: The growth in vitro of vaccinia virus in chick embryo chorio-allantoic membrane, minced embryo and cell suspensions. In: The Journal of Hygiene. Band 55, Nr. 3, September 1957, S. 347–60, doi:10.1017/S0022172400037268, PMID 13475780, PMC 2217967 (freier Volltext).
44. ↑  W. W. C. Topley, Graham S. Wilson, L. H. Collier, Brian W. J. Mahy: Topley & Wilson's microbiology and microbial infections. Arnold, London 1998, ISBN 0-340-66316-2, S. 4.
45. ↑  W. K. Joklik: When two is better than one: thoughts on three decades of interaction between Virology and the Journal of Virology. In: J. Virol. Band 73, Nr. 5, Mai 1999, S. 3520–3523, PMID 10196240, PMC 104123 (freier Volltext).
46. ↑  R. W. Schlesinger, A. Granoff: George K. Hirst (1909–1994). In: Virology. Band 200, Nr. 2, 1994, S. 327, doi:10.1006/viro.1994.1196.
47. ↑  Teri Shors: Understanding Viruses. Jones & Bartlett Publishers, Sudbury, Mass 2008, ISBN 978-0-7637-2932-5, S. 238–344.
48. ↑  Michael B. A. Oldstone: Viruses, Plagues, and History: Past, Present and Future. Oxford University Press, 2009, ISBN 978-0-19-532731-1, S. 306 (google.com).
49. ↑  B. A. Cunha: Influenza: historical aspects of epidemics and pandemics. In: Infectious Disease Clinics of North America. Band 18, Nr. 1, März 2004, S. 141–55, doi:10.1016/S0891-5520(03)00095-3, PMID 15081510.
50. ↑  Michael B. A. Oldstone: Viruses, Plagues, and History: Past, Present and Future. Oxford University Press, 2009, ISBN 978-0-19-532731-1, S. 315 (google.com).
51. ↑  E. W. Goodpasture, A. M. Woodruff, G. J. Buddingh: The cultivation of vaccine and other viruses in the chorioallantoic membrane of chick embryos. In: Science. Band 74, Nr. 1919, 1931, S. 371–372, doi:10.1126/science.74.1919.371, PMID 17810781, bibcode:1931Sci....74..371G.
52. ↑  E. D. Kilbourne: Presentation of the Academy Medal to George K. Hirst, M.D. In: Bull N Y Acad Med. Band 51, Nr. 10, November 1975, S. 1133–1136, PMID 1104014, PMC 1749565 (freier Volltext).
53. ↑  F. S. Rosen: Isolation of poliovirus—John Enders and the Nobel Prize. In: New England Journal of Medicine. Band 351, Nr. 15, 2004, S. 1481–1483, doi:10.1056/NEJMp048202, PMID 15470207.
54. ↑  I. Magrath: Lessons from clinical trials in African Burkitt lymphoma. In: Current Opinion in Oncology. Band 21, Nr. 5, September 2009, S. 462–468, doi:10.1097/CCO.0b013e32832f3dcd, PMID 19620863.
55. ↑  M. Anthony Epstein: Epstein-Barr Virus. Hrsg.: Earl S. Robertson. Cromwell Press, Trowbridge 2005, ISBN 1-904455-03-4, 1. The origins of EBV research: discovery and characterization of the virus, S. 1–14 (google.com).
56. ↑  G. W. Bornkamm: Epstein-Barr virus and the pathogenesis of Burkitt's lymphoma: more questions than answers. In: International Journal of Cancer. Band 124, Nr. 8, April 2009, S. 1745–55, doi:10.1002/ijc.24223, PMID 19165855.
57. ↑  D. A. Thorley-Lawson: EBV the prototypical human tumor virus—just how bad is it? In: The Journal of Allergy and Clinical Immunology. Band 116, Nr. 2, August 2005, S. 251–61; quiz 262, doi:10.1016/j.jaci.2005.05.038, PMID 16083776.
58. ↑  E. Norrby: Nobel Prizes and the emerging virus concept. In: Archives of Virology. Band 153, Nr. 6, 2008, S. 1109–1123, doi:10.1007/s00705-008-0088-8, PMID 18446425.
59. ↑  Discoverers and Discoveries - ICTV Files and Discussions. 11. November 2009, archiviert vom Original (nicht mehr online verfügbar) am 11. November 2009; abgerufen am 5. November 2017.
60. ↑  P. Olafson, A. D. MacCallum, F. H. Fox: An apparently new transmissible disease of cattle. In: The Cornell Veterinarian. Band 36, Juli 1946, S. 205–213, PMID 20995890.
61. ↑  E. Peterhans, C. Bachofen, H. Stalder, M. Schweizer: Cytopathic bovine viral diarrhea viruses (BVDV): emerging pestiviruses doomed to extinction. In: Veterinary Research. Band 41, Nr. 6, 2010, S. 44, doi:10.1051/vetres/2010016, PMID 20197026, PMC 2850149 (freier Volltext).
62. ↑  J. T. Bryans, M. E. Crowe, E. R. Doll, W. H. McCollum: Isolation of a filterable agent causing arteritis of horses and abortion by mares; its differentiation from the equine abortion (influenza) virus. In: The Cornell Veterinarian. Band 47, Nr. 1, Januar 1957, S. 3–41, PMID 13397177.
63. 1 2  T. H. Weller: Varicella-zoster virus: History, perspectives, and evolving concerns. In: Neurology. Band 45, 12 Suppl 8, Dezember 1995, S. S9–10, doi:10.1212/wnl.45.12_suppl_8.s9, PMID 8545033.
64. 1 2 3  A. C. Schmidt, T. R. Johnson, P. J. Openshaw, T. J. Braciale, A. R. Falsey, L. J. Anderson, G. W. Wertz, J. R. Groothuis, G. A. Prince, J. A. Melero, B. S. Graham: Respiratory syncytial virus and other pneumoviruses: a review of the international symposium—RSV 2003. In: Virus Research. Band 106, Nr. 1, November 2004, S. 1–13, doi:10.1016/j.virusres.2004.06.008, PMID 15522442.
65. 1 2  D. E. Griffin, C. H. Pan: Measles: old vaccines, new vaccines (= Current Topics in Microbiology and Immunology. Band 330). 2009, ISBN 978-3-540-70616-8, S. 191–212, doi:10.1007/978-3-540-70617-5_10, PMID 19203111.
66. 1 2  D. A. Tyrrell: The common cold—my favourite infection. The eighteenth Majority Stephenson memorial lecture. In: The Journal of General Virology. Band 68, Nr. 8, August 1987, S. 2053–2061, doi:10.1099/0022-1317-68-8-2053, PMID 3039038.
67. ↑  R. Zetterström: Nobel Prize to Baruch Blumberg for the discovery of the aetiology of hepatitis B. In: Acta Paediatrica. Band 97, Nr. 3, März 2008, S. 384–387, doi:10.1111/j.1651-2227.2008.00669.x, PMID 18298788.
68. ↑  H. M. Temin, D. Baltimore: RNA-directed DNA synthesis and RNA tumor viruses (= Advances in Virus Research. Band 17). 1972, ISBN 0-12-039817-6, S. 129–186, doi:10.1016/S0065-3527(08)60749-6, PMID 4348509.
69. ↑  S. Broder: The development of antiretroviral therapy and its impact on the HIV-1/AIDS pandemic. In: Antiviral Research. Band 85, Nr. 1, Januar 2010, S. 1–18, doi:10.1016/j.antiviral.2009.10.002, PMID 20018391, PMC 2815149 (freier Volltext).
70. ↑  F. Barré-Sinoussi, J. C. Chermann, F. Rey, M. T. Nugeyre, S. Chamaret, J. Gruest, C. Dauguet, C. Axler-Blin, F. Vézinet-Brun, C. Rouzioux, W.Rozenbaum, L. Montagnier: Isolation of a T-lymphotropic retrovirus from a patient at risk for acquired immune deficiency syndrome (AIDS). In: Science. Band 220, Nr. 4599, Mai 1983, S. 868–871, doi:10.1126/science.6189183, PMID 6189183, bibcode:1983Sci...220..868B.
71. ↑  M. Houghton: The long and winding road leading to the identification of the hepatitis C virus. In: Journal of Hepatology. Band 51, Nr. 5, November 2009, S. 939–948, doi:10.1016/j.jhep.2009.08.004, PMID 19781804 (journal-of-hepatology.eu).
72. ↑  J. S. Peiris, L. L. Poon: Detection of SARS Coronavirus (= Methods in Molecular Biology. Band 665). 2011, ISBN 978-1-60761-816-4, S. 369–382, doi:10.1007/978-1-60761-817-1_20, PMID 21116811.
73. ↑  H. Field, P. Young, J. M. Yob, J. Mills, L. Hall, J. Mackenzie: The natural history of Hendra and Nipah viruses. In: Microbes and Infection / Institut Pasteur. Band 3, Nr. 4, April 2001, S. 307–314, doi:10.1016/S1286-4579(01)01384-3, PMID 11334748.
74. ↑  B. W. J. Mahy: Desk Encyclopedia of Human and Medical Virology. Academic Press, Boston 2009, ISBN 978-0-12-375147-8, S. 583–587.
75. ↑  T. Skern: 100 years poliovirus: from discovery to eradication. A meeting report. In: Archives of Virology. Band 155, Nr. 9, September 2010, S. 1371–81, doi:10.1007/s00705-010-0778-x, PMID 20683737.
76. ↑  E. Becsei-Kilborn: Scientific discovery and scientific reputation: the reception of Peyton Rous' discovery of the chicken sarcoma virus. In: Journal of the History of Biology. Band 43, Nr. 1, 2010, S. 111–157, doi:10.1007/s10739-008-9171-y, PMID 20503720.
77. ↑  C. L. Gardner, K. D. Ryman: Yellow fever: a reemerging threat. In: Clinics in Laboratory Medicine. Band 30, Nr. 1, März 2010, S. 237–260, doi:10.1016/j.cll.2010.01.001, PMID 20513550, PMC 4349381 (freier Volltext).
78. 1 2  M. A. Zacks, S. Paessler: Encephalitic alphaviruses. In: Veterinary Microbiology. Band 140, Nr. 3–4, Januar 2010, S. 281–286, doi:10.1016/j.vetmic.2009.08.023, PMID 19775836, PMC 2814892 (freier Volltext).
79. ↑  C. D. Johnson, E. W. Goodpasture: An investigation of the etiology of mumps. In: The Journal of Experimental Medicine. Band 59, Nr. 1, Januar 1934, S. 1–19, doi:10.1084/jem.59.1.1, PMID 19870227, PMC 2132344 (freier Volltext).
80. ↑  U. K. Misra, J. Kalita: Overview: Japanese encephalitis. In: Progress in Neurobiology. Band 91, Nr. 2, Juni 2010, S. 108–120, doi:10.1016/j.pneurobio.2010.01.008, PMID 20132860.
81. ↑  T. M. Ross: Dengue virus. In: Clinics in Laboratory Medicine. Band 30, Nr. 1, März 2010, S. 149–160, doi:10.1016/j.cll.2009.10.007, PMID 20513545, PMC 7115719 (freier Volltext).
82. ↑  J. L. Melnick: The discovery of the enteroviruses and the classification of poliovirus among them. In: Biologicals. Band 21, Nr. 4, Dezember 1993, S. 305–309, doi:10.1006/biol.1993.1088, PMID 8024744.
83. ↑  M.J. Strauss et al.: "Crystalline" virus-like particles from skin papillomas characterized by intranuclear inclusion bodies. In: Proceedings. Society for Experimental Biology and Medicine. Nr. 72, S. 46–50.
84. ↑  Gudrun Heyn: Humane Papilloma-Viren statt Hexenzauber. In: Pharmazeutische Zeitung. 15. November 2004, abgerufen am 10. Oktober 2022.
85. ↑  Malcolm A. Martin, David M. Knipe, Bernard N. Fields, Peter M. Howley, Diane Griffin, Robert Lamb: Fields' virology. Wolters Kluwer Health/Lippincott Williams & Wilkins, Philadelphia 2007, ISBN 978-0-7817-6060-7, S. 2395.
86. ↑  N. Douglass, K. Dumbell: Independent evolution of monkeypox and variola viruses. In: Journal of Virology. Band 66, Nr. 12, Dezember 1992, S. 7565–7567, PMID 1331540, PMC 240470 (freier Volltext).
87. ↑  L. Z. Cooper: The history and medical consequences of rubella. In: Reviews of Infectious Diseases. V7 Suppl 1, 1985, S. S2–10, doi:10.1093/clinids/7.supplement_1.s2, PMID 3890105.
88. ↑  S. F. Yap: Hepatitis B: review of development from the discovery of the "Australia Antigen" to end of the twentieth Century. In: The Malaysian Journal of Pathology. Band 26, Nr. 1, Juni 2004, S. 1–12, PMID 16190102.
89. ↑  M. A. Epstein, B. G. Achong, Y. M. Barr, B. Zajac, G. Henle, W. Henle: Morphological and virological investigations on cultured Burkitt tumor lymphoblasts (strain Raji). In: Journal of the National Cancer Institute. Band 37, Nr. 4, Oktober 1966, S. 547–559, doi:10.1093/jnci/37.4.547, PMID 4288580.
90. ↑  A. Karpas: Human retroviruses in leukaemia and AIDS: reflections on their discovery, biology and epidemiology. In: Biological Reviews of the Cambridge Philosophical Society. Band 79, Nr. 4, November 2004, S. 911–933, doi:10.1017/S1464793104006505, PMID 15682876.
91. ↑  N. Curtis: Viral haemorrhagic fevers caused by Lassa, Ebola and Marburg viruses (= Advances in Experimental Medicine and Biology. Band 582). 2006, ISBN 0-387-31783-X, S. 35–44, doi:10.1007/0-387-33026-7_4, PMID 16802617.
92. ↑  A. L. Hartman, J. S. Towner, S. T. Nichol: Ebola and marburg hemorrhagic fever. In: Clinics in Laboratory Medicine. Band 30, Nr. 1, März 2010, S. 161–177, doi:10.1016/j.cll.2009.12.001, PMID 20513546.
93. ↑  A. Z. Kapikian: The discovery of the 27-nm Norwalk virus: an historic perspective. In: The Journal of Infectious Diseases. 181 Suppl 2, Mai 2000, S. S295–302, doi:10.1086/315584, PMID 10804141.
94. ↑  R. F. Bishop, D. J. Cameron, G. L. Barnes, I. H. Holmes, B. J. Ruck: The aetiology of diarrhoea in newborn infants. In: Ciba Foundation Symposium (= Novartis Foundation Symposia). Nr. 42, 1976, ISBN 0-470-72024-7, S. 223–236, doi:10.1002/9780470720240.ch13, PMID 186236.
95. ↑  I. D. Gust, A. G. Coulepis, S. M. Feinstone, S. A. Locarnini, Y. Moritsugu, R. Najera, G. Siegl: Taxonomic classification of hepatitis A virus. In: Intervirology. Band 20, Nr. 1, 1983, S. 1–7, doi:10.1159/000149367, PMID 6307916.
96. ↑  Yvonne Cossart: Parvovirus B19 finds a disease. In: Lancet. Band 2, Nr. 8253, Oktober 1981, S. 988–989, doi:10.1016/S0140-6736(81)91185-5, PMID 6117755.
97. ↑  NCBI:  (no rank)
98. ↑  H. Feldmann, T. W. Geisbert: Ebola haemorrhagic fever. In: Lancet. Band 377, Nr. 9768, November 2010, S. 849–862, doi:10.1016/S0140-6736(10)60667-8, PMID 21084112, PMC 3406178 (freier Volltext).
99. 1 2  R. C. Gallo: History of the discoveries of the first human retroviruses: HTLV-1 and HTLV-2. In: Oncogene. Band 24, Nr. 39, September 2005, S. 5926–5930, doi:10.1038/sj.onc.1208980, PMID 16155599.
100. ↑  L. Montagnier: 25 years after HIV discovery: prospects for cure and vaccine. In: Virology. Band 397, Nr. 2, Februar 2010, S. 248–254, doi:10.1016/j.virol.2009.10.045, PMID 20152474.
101. ↑  L. De Bolle, L. Naesens, E. De Clercq: Update on human herpesvirus 6 biology, clinical features, and therapy. In: Clinical Microbiology Reviews. Band 18, Nr. 1, Januar 2005, S. 217–245, doi:10.1128/CMR.18.1.217-245.2005, PMID 15653828, PMC 544175 (freier Volltext).
102. ↑  Q. L. Choo, G. Kuo, A. J. Weiner, L. R. Overby, D. W. Bradley, M. Houghton: Isolation of a cDNA clone derived from a blood-borne non-A, non-B viral hepatitis genome. In: Science. Band 244, Nr. 4902, April 1989, S. 359–362, doi:10.1126/science.2523562, PMID 2523562, bibcode:1989Sci...244..359C.
103. ↑  F. Bihl, F. Negro: Hepatitis E virus: a zoonosis adapting to humans. In: The Journal of Antimicrobial Chemotherapy. Band 65, Nr. 5, Mai 2010, S. 817–821, doi:10.1093/jac/dkq085, PMID 20335188.
104. ↑  T. F. Wild: Henipaviruses: a new family of emerging Paramyxoviruses. In: Pathologie-biologie. Band 57, Nr. 2, März 2009, S. 188–196, doi:10.1016/j.patbio.2008.04.006, PMID 18511217.
105. ↑  H. Okamoto: History of discoveries and pathogenicity of TT viruses (= Current Topics in Microbiology and Immunology. Band 331). 2009, ISBN 978-3-540-70971-8, S. 1–20, doi:10.1007/978-3-540-70972-5_1, PMID 19230554.